# هيستروس
هيستروس (بالفرنسية: Hestrus)‏ هي بلدية تقع في إقليم باد كاليه من منطقة نور با دو كاليه في شمال فرنسا. تبلغ مساحة هذه المدينة 7.8 (كم²)، وترتفع عن سطح البحر 151 م، يبلغ عدد سكانها 225 نسمة حسب إحصاء المعهد الوطني للإحصاء والدراسات الاقتصادية سنة 2009 م. وترأس Claude Gosselin البلدية خلال فترة (2008-2014).